# Helen MacInnes

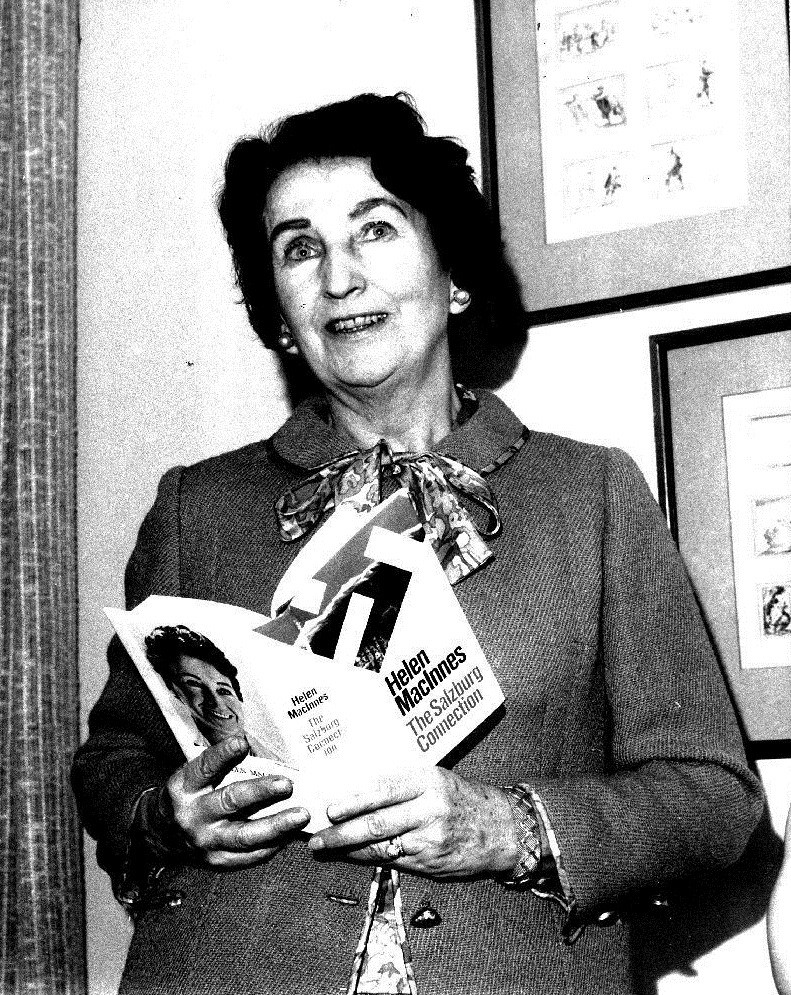
Helen MacInnes (1969)

Helen MacInnes, eigentlich Helen Clark MacInnes, (* 7. Oktober 1907 in Glasgow, Schottland; † 20. September 1985 in New York) war eine amerikanische Schriftstellerin schottischer Abstammung, die für ihre straffen, realistischen Spionagethriller bekannt war.

## Leben
MacInnes war die einzige Kind des Bauarbeiters Donald MacInnes und dessen Ehefrau Jessica Sutherland (geb. McDiarmid). 1912 ging sie zusammen mit ihrer Familie nach Helensburgh (Dunbartonshire), wo sie dann auch die Hermitage Primary School besuchte. Als sie sich 1925 mit 18 Jahren an der Universität Glasgow immatrikulierte, ging ihre Familie ebenfalls mit zurück nach Glasgow. Zuvor hatte MacInnes in ihrer Heimatstadt die Glasgow High School for Girls besucht.
MacInnes studierte in Glasgow Deutsch und Französisch und konnte dieses Studium 1928 mit dem Titel Master of Arts erfolgreich abschließen. Sofort im Anschluss bekam sie eine Anstellung als „special cataloger“ (Katalogabteilung) für die Ferguson Collection der Universitätsbibliothek Glasgow. Zwischen 1929 und 1930 arbeitete MacInnes für die regionale Schulbehörde in Dunbartonshire. Im Frühjahr 1930 ging sie nach London ans University College und absolvierte eine Ausbildung zur Bibliothekarin, welche sie im Herbst 1931 erfolgreich mit einem Diplom beendete.
MacInnes kehrte nach Glasgow zurück und heiratete am 22. September 1932 ihren Kommilitonen, den Altphilologen Gilbert Highet. Die Trauung fand in der Memorial Chapel der Universität Glasgow statt. MacInnes ging zusammen mit ihrem Ehemann nach Oxford, als dieser einen Ruf an das St. John’s College annahm. Im Sommer 1933 kam der gemeinsame Sohn Keith zur Welt.
Neben ihren Aufgaben als Ehefrau und Mutter engagierte sich MacInnes auch sehr in der universitären Theatergruppe und spielte in mehreren Stücken mit, welche meist von der Oxford University Dramatic Society und dem Experimental Theatre Club inszeniert wurden. Das Ehepaar unternahm mehrere ausgedehnten Reisen, die meistenteils durch ihre Arbeit als Übersetzerin finanziert wurden. 1937 ging ihr Ehemann Gilbert für ein Jahr als Lektor an die Columbia University nach New York. Als nach einem Jahr dieser Vertrag in eine unbefristete Anstellung als Prof. für Latein und Griechisch umgewandelt wurde, kam MacInnes mit ihrem Sohn ebenfalls in die Vereinigten Staaten. 1951 erhielt sie die US-amerikanische Staatsbürgerschaft.
1939 konnte MacInnes mit ihrem ersten Roman („Above Suspicion“) erfolgreich debütieren. Der Verleger Godfrey Collins (HarperCollins) nannte sie schon bald die Queen of spy writers. Als 1978 ihr Ehemann starb, zog sie sich aus der Öffentlichkeit zurück und lebte abwechselnd in New York oder auf ihrem Landhaus auf Long Island. Sie veröffentlichte regelmäßig und „Intermezzo in Prag“, ihr letzter Roman, kam einen Tag vor ihrem Tod auf den Markt. Anfang September 1985 hatte sie einen Schlaganfall erlitten und starb am 20. September 1985 in einem Krankenhaus in Manhattan, 18 Tage vor ihrem 78. Geburtstag.

## Ehrungen
- 1966 Columba Prize for Literature, verliehen vom Iona College, New Rochelle, New York.
- 1973 Wallace Award, verliehen von der American-Scottish Foundation (zusammen mit ihrem Ehemann)

## Werke
Romane
- Above Suspicion. 11. Auflage. Harcourt, Brace, Jovanovich, New York 1969, ISBN 0-15-102707-2.
- Assignment in Brittany. 4. Auflage. Collins Fontana, London 1969.
- The Unconquerable. Fontana Books, Glasgow 1985, ISBN 0-00-617065-X (früherer Titel While Still We Live).
- Rebellion der Verdammten. Roman („Horizon“). 4. Auflage. Heyne, München 1980, ISBN 3-453-00778-6.
- Friends and Lovers. Little Brown, Boston, Mass. 1947.
- Rest and Be Thankful. Seven Houses Books, London 1976, ISBN 0-7278-0120-1.
- Neither Five Nor Three. 7. Auflage. Collins, Glasgow 1976, ISBN 0-00-611971-9.
- Liebe in Washington. Roman („I and My True Love“). Heyne, München 1984, ISBN 3-453-01407-3.
- Bet’ um ein tapfres Herz … Roman („Pray for a Brave Heart“). Heyne, München 1984, ISBN 3-453-01275-5.
- Das Rauschgift-Komplott. Abenteuerroman („North from Rome“). Heyne, München 1975, ISBN 3-453-82019-3.
- Entscheidung auf Delphi. Roman („Decision at Delphi“). 4. Auflage. Heyne, München 1983, ISBN 3-453-01126-0.
- Auftrag in Venedig. Roman („The Venetian Affair“). Verlag Kaiser, Klagenfurt 1992, ISBN 3-7043-2109-5.
- Das Spiegelbild. Roman („The Double Image“). Droemer Knaur, München 1980, ISBN 3-426-00258-2.
- In Salzburg stirbt nur Jedermann („The Salzburg Connection“). Droemer Knaur, München 1977, ISBN 3-426-00304-X (früherer Titel Treffpunkt Salzburg).
- Botschaft aus Málaga. Roman („Message from Málaga“). 6. Auflage. Heyne, München 1982, ISBN 3-453-00693-3.
- Die Falle des Jägers. Roman („Snare of the Hunter“). Ullstein, Frankfurt/M. 1993, ISBN 3-548-23041-5.
- Agentenkrieg. Roman („Agent in Place“). Verlag Kaiser, Klagenfurt 1991, ISBN 3-7042-2086-8.
- Treffpunkt Wien. Roman („Prelude to Terror“). Verlag Naumann & Göbel, Köln 1994, ISBN 3-625-20185-2.
- The Hidden Target. Harcourt, Brace, Jovanovich, New York 1980, ISBN 0-15-140198-5.
- Cloak of Darkness. Harcourt, Brace, Jovanovich, New York 1982, ISBN 0-15-118171-3.
- Intermezzo in Prag. Polit-Thriller („Ride a Pale Horse“). Bastei-Lübbe, Bergisch Gladbach 1987, ISBN 3-404-13083-9.

Theaterstücke
- Home Is the Hunter. A comedy in two acts. Harcourt, Brace, Jovanovich, New York 1976.

## Verfilmungen
- Jack Conway (Regie): Assignment in Brittany. 1943 (nach dem gleichnamigen Roman).
- Lee H. Katzin (Regie): Top Secret. 1972 (nach dem Roman In Salzburg stirbt nur Jedermann).
- Jerry Thorpe (Regie): The Venetian Affair. 1967 (nach dem gleichnamigen Roman).
- Richard Thorpe (Regie): Gefährliche Flitterwochen. 1943 (nach dem Roman Above Suspicion).